# Scouting for Girls
Gli Scouting for Girls sono un gruppo musicale pop proveniente da Londra e formatisi nel 2005. Il gruppo consiste in Roy Stride, Greg Churchouse e Peter Ellard. Il gruppo ha pubblicato due album Scouting for Girls nel 2007 e Everybody Wants to Be on TV nel 2010, mentre il loro brano di maggior successo è stato This Ain't a Love Song, che ha raggiunto la vetta dei singoli più venduti nel Regno Unito.

## Storia
Roy Stride e Peter Ellard si conoscono quando erano entrambi nei lupetti, mentre Greg Churchouse era compagno di scuola di Stride e si unisce al gruppo. Tutti e tre provengono da South Ruislip, un sobborgo di Londra. Il nome della band è un gioco di parole sul titolo del manuale Scautismo per ragazzi di Robert Baden-Powell che nel 1907 gettò le basi del movimento scout in tutto il mondo.
Il 14 febbraio 2007 gli Scouting for Girls firmano un contratto l'etichetta discografica britannica Epic Records, che nel giugno dello stesso anno, pubblica il loro primo EP It's Not About You. Il gruppo mostra chiare influenze di gruppi come gli Electric Furs. It's Not About You raggiunge in brevissimo tempo la posizione numero 31 della classifica britannica dei singoli più venduti, diventando il più alto ingresso in classifica di un EP in edizione limitata nella storia del pop del Regno Unito. Il primo singolo del gruppo She's So Lovely, pubblicato ai primi di settembre entra nella top ten della classifica britannica e vi rimane per sei settimane. Lo stesso accade con il successivo singolo, Elvis Ain't Dead. Il 17 settembre 2007 è stato pubblicato in Gran Bretagna il loro album di debutto Scouting for Girls che raggiunge la prima posizione degli album più venduti nel Regno Unito, vende più di 200 000 copie vendute è stato premiato con due dischi d'oro.
Nel 2009 il gruppo ottiene tre nomination ai BRIT Awards 2009: British Breakthrough Act, British Live Act e British Single (Heartbeat). Inoltre gli Scouting for Girls vengono nominati nella categoria Best New Act anche agli MTV Europe Music Awards 2008. Il 12 aprile 2010 viene pubblicato il secondo album del gruppo Everybody Wants to Be on TV. Il primo singolo estratto dall'album This Ain't a Love Song, debutta direttamente alla prima posizione nel Regno Unito il 4 aprile 2010. Il brano riesce inoltre ad entrare nelle classifiche di diverse classifiche in Europa, e nella top 20 di Australia e Nuova Zelanda.

## Membri
- Roy Stride (27 settembre 1978), voce, chitarra, tastiere
- Greg Churchouse, basso, cori
- Peter Ellard, batteria, percussioni

## Discografia
Album in studio
- 2007 - Scouting for Girls
- 2010 - Everybody Wants to Be on TV
- 2012 - The Light Between Us
- 2015 - Still Thinking About You
- 2019 - The Trouble with Boys
- 2021 - Easy Cover

Raccolte
- 2017 - Ten add Ten

Singoli
- 2007 - She's So Lovely
- 2007 - Elvis Ain't Dead
- 2008 - Heartbeat
- 2008 - It's Not About You
- 2009 - I Wish I Was James Bond
- 2009 - Keep on Walking
- 2010 - This Ain't a Love Song
- 2010 - Famous
- 2010 - Don't Want to Leave You